# لباس‌شخصی

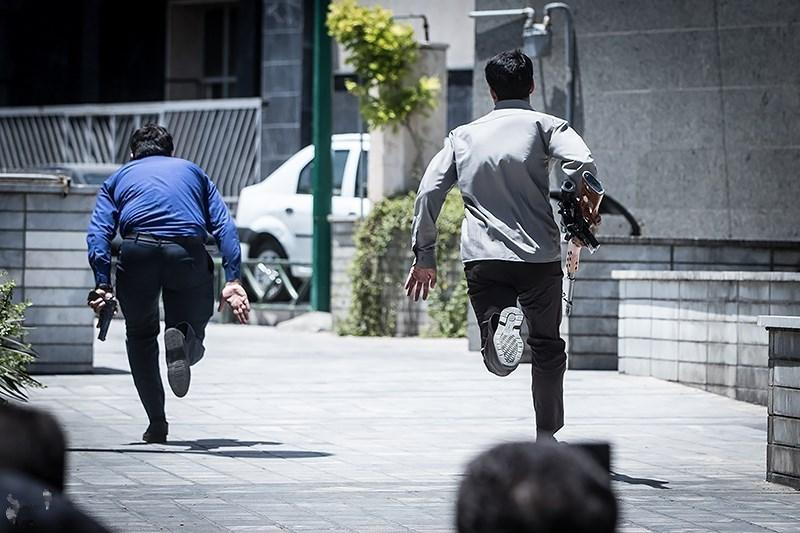
نیروهای لباس شخصی در جریان حملات ۱۳۹۶ تهران

لباس‌شخصی‌ به گروهی از «باورمندان یا به خدمت گرفته‌شدگان جمهوری اسلامی ایران» یا به تعبیری دیگر شبه‌نظامیان وفادار رهبری جمهوری اسلامی ایران گفته می‌شود که وظیفه خود را دفاع از ارزش‌های اسلامی و انقلابی می‌دانند. در نقطه مقابل اغلب اوقات مقامات جمهوری اسلامی نیروهای لباس‌شخصی را نیروهای مردمی معرفی می‌کنند که از سوی حکومت سازماندهی نمی‌شوند یا وجود چنین گروهی به‌طور کلی تکذیب شده یا از آن‌ها تحت عنوان افراد خودسر و تندرو یاد می‌کنند. لباس شخصی‌ها عمدتا از نیروهای وزارت اطلاعات، اطلاعات سپاه
، سازمان اطلاعات فراجا و بسیج هستند.
نمونه‌هایی که از پدیدهٔ لباس‌شخصی‌ها در تاریخ معاصر ایران از دوران پهلوی تاکنون برشمرده می‌شوند عبارتند از شعبان جعفری در دوران پهلوی (شعبان بی مخ) و زهرا خانم در اوایل انقلاب ۱۳۵۷. در دورهٔ جمهوری اسلامی، عباراتی چون گروه‌های فشار و انصار حزب‌الله نیز به لباس‌شخصی‌ها اشاره دارند. لباس‌شخصی‌ها نقش کلیدی در سرکوب ناآرامی‌های پس از انتخابات ریاست جمهوری ۱۳۸۸، ۱۳۹۶، ۱۳۹۸ و ۱۴۰۱ ایفا نموده‌اند.

## تعریف
در سال‌های اخیر لباس‌شخصی‌ها به گروهی «باورمندان یا به خدمت گرفته‌شدگان حکومت» و شبه‌نظامیان وفادار رهبری جمهوری اسلامی ایران گفته می‌شود که وظیفه خود را دفاع از ارزش‌های اسلامی و انقلابی می‌دانند. در فرهنگ سیاسی معاصر ایران، لباس‌شخصی به عنوان اعضای بسیج نیز تعبیر می‌شوند.
در نقطه مقابل اغلب اوقات مقامات جمهوری اسلامی نیروهای لباس‌شخصی را نیروهای مردمی معرفی می‌نماید که از سوی حکومت سازماندهی نمی‌شوند. یا در میان طرفداران نظام حاکم در جمهوری اسلامی وجود چنین گروهی یا تکذیب می‌شود یا از آن‌ها تحت عنوان افراد خودسر و تندرو یاد می‌کنند. مسئولان نیز وابستگی این گروه را به دولت نمی‌پذیرند.
صادق صبا می‌نویسد که محافظه‌کاران در رهبری جمهوری اسلامی ایران برای سال‌ها از گروه‌های به شدت مذهبی به عنوان یکی از مؤثرترین شیوه‌ها برای سرکوب هر چالشی استفاده می‌کنند. هر کجا که یک اجتماع دمکراسی‌خواه وجود داشته باشد، این سازمان در حالت عادی با ظاهری پنهان از چشم‌ها به صحنه آورده می‌شود. آن‌ها معمولاً دارای خصوصیات ظاهری مشترکی مانند ریش و پیراهن‌های روی شلوار انداخته هستند. این نیروها بخاطر ارتباطات قدرتمندی که دارند معمولاً از هرگونه تعقیب قضایی مصون هستند. این مصونیت باعث می‌شود تا این گروه‌ها بدون ترس و واهمه‌ای از عواقب کار خود به هر گروه مخالف خود حمله برد.

## پیشینه

### دوران پهلوی

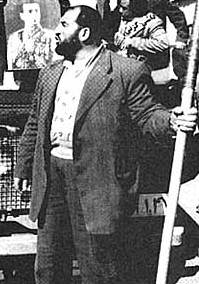
شعبان جعفری معروف به شعبان بی مخ با پرچمی در دست، در فعالیت‌های انتخاباتی مجلس دورهٔ هجدهم

میترا شجاعی و مسعود بهنود از همراهان شعبان جعفری در دهه ۱۳۳۰ شمسی به عنوان نمونه‌ای از پدیده لباس شخصی‌ها در این دوران یاد کرده‌اند که در میان لات‌ها و محله گردان‌های آن زمان تهران به «شعبان بی مخ» یا «شعبان درخونگاه» شهرت داشت. منابع مختلف سیاسی و تاریخی از وی به عنوان یکی از عوامل اصلی کودتای ۲۸ مرداد ۱۳۳۲ یاد کرده‌اند. عکس و مدارک متعددی نیز از وی در حال جدال‌های خیابانی علیه گروه‌های ملی و چپ مخالف به جا مانده است. اما شعبان جعفری در کتاب خاطراتش منکر این نقش شده و اظهار کرده است که در روز ۲۸ مرداد تا ساعت ۲ بعدازظهر در زندان به‌سر می‌برده است و خبر کودتا و سقوط دولت محمد مصدق را در زندان از رادیو شنیده است.

### اوایل انقلاب ۱۳۵۷

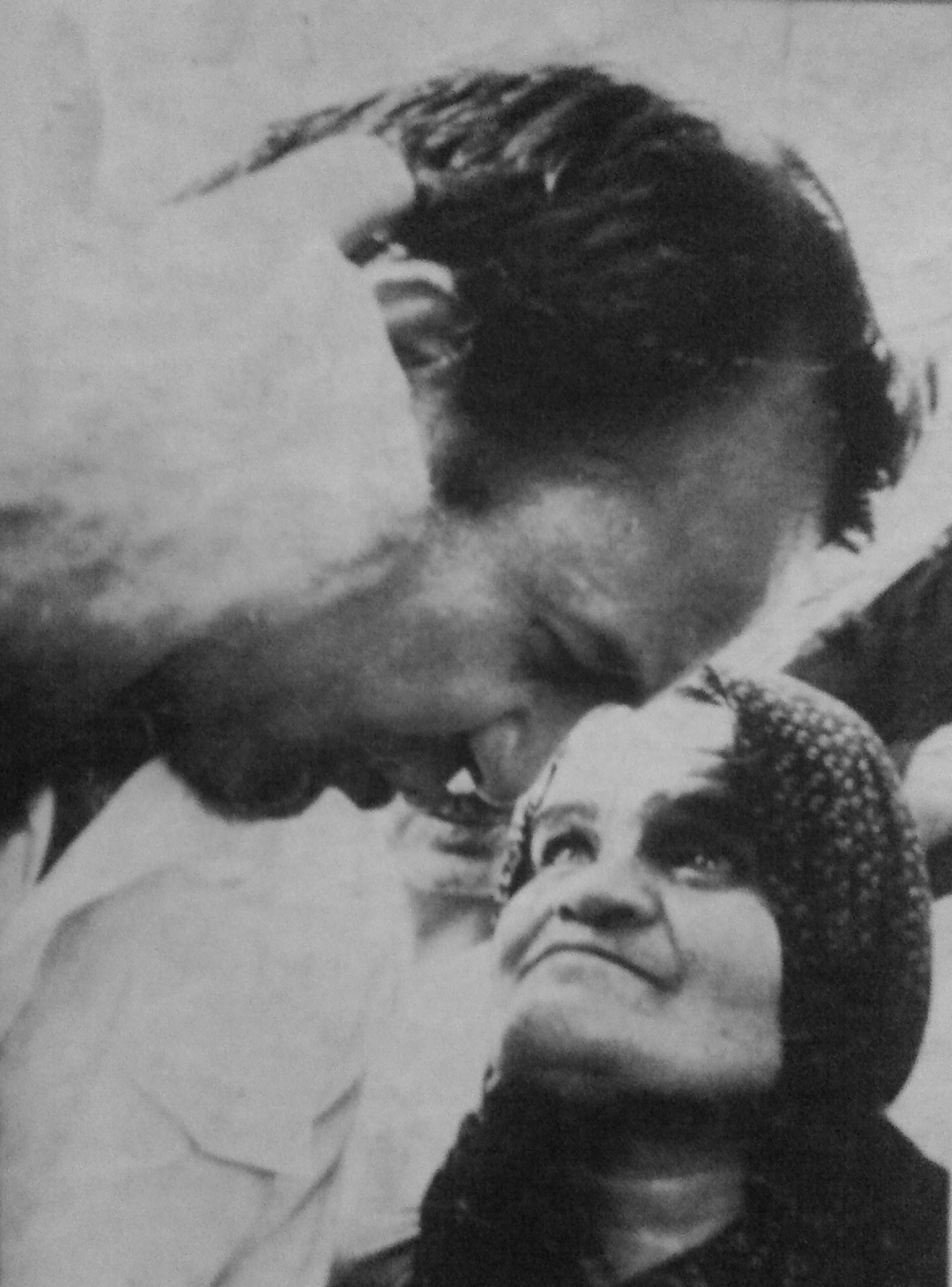
زهرا یعقوبی مشهور به زهرا خانم در حال گفتگو با صادق قطب‌زاده. وی در اوایل انقلاب ۱۳۵۷ ایران با حدود ۲۰۰–۳۰۰ پیروش به اجتماعات و تظاهرات جریان‌های سیاسی چپ و ملی و میانه‌رو حمله می‌کرد و به نقل از مسعود بهنود در فضای سیاسی وقت ایران «به شوخی و خنده تأثیرگذار شده بود».

از آغاز انقلاب ۱۳۵۷ در کنار نیروهای مسلح برآمده از انقلاب، نظام از گروهی «باورمندان یا به خدمت گرفته شدگان حکومت» تحت عنوان لباس شخصی‌ها در همه رویدادهای خشونت بار علیه دانشجویان، کارگران و علیه هرگونه حرکت اجتماعی که مورد تأیید حکومت نبود سود جسته است. ابوالحسن بنی‌صدر به وجود آورنده نیروهای لباس شخصی یا به تعبیر او «چماقداران»، نیروهایی که در کنار نیروهای رسمی نظامی و کمیته‌های انقلاب اسلامی به وجود آمده بود و ابزار سرکوب حکومت بود را حزب جمهوری اسلامی ایران می‌داند. از لباس شخصی‌های معروف اوایل انقلاب به زنی معروف به زهرا خانم اشاره می‌کنند که معتقد اند در سال‌های ۱۳۵۸ و ۱۳۵۹ وظیفه‌اش برهم زدن تمامی تجمعات و برنامه‌های ضددولتی با همکاری عده‌ای نیروی کمکی مذکر به ضمیمه شعار «خمینی عزیزم، بگو تا خون بریزم» بود. مجله تهران مصور در سال ۱۳۵۸ عکسی از او در کنار صادق قطب‌زاده منتشر کرد نشان دهنده حمایت ضمنی برخی از دولتمردان وقت از او استفاده می‌کنند.

## پدیده لباس‌شخصی‌ها در دوران معاصر

### دهه ۱۳۷۰ و اوایل ۱۳۸۰ خورشیدی
از سال‌های ابتدایی دهه ۱۳۷۰ گروه‌هایی مانند انصار حزب‌الله موسوم به گروه‌های فشار و افرادی مانند حسین الله کرم، مسعود ده‌نمکی و حاجی بخشی به عنوان لباس‌شخصی‌ها شناخته می‌شدند. آنان از زمان شروع به کار فعالیت این گروه‌ها و افراد ابراز بی‌اطلاعی می‌کنند. اما از حمله به زنان و دختران به دلیل پوشش بد یا حمله به جلسات انتخاباتی محمد خاتمی در سال ۱۳۷۶ یاد می‌کنند. از اقدامات خبرساز این گروه در سال ۱۳۷۷ حمله به عبدالله نوری وزیر کشور و عطاالله مهاجرانی وزیر ارشاد دولت خاتمی و ضرب و شتم این دو در مراسم نماز جمعه تهران بود.
یکی از اقدامات لباس‌شخصی‌ها در دهه ۷۰ شمسی حمله به خوابگاه دانشجویان در کوی دانشگاه تهران در سال ۱۳۷۸ بود. میترا شجاعی در مقاله خود می‌نویسد که در هنگام این حمله «وانت‌هایی از داخل مساجد بیرون می‌آمدند و بارشان مردان چماق به دست و سفید پوشی بودند که فریاد می‌زدند: خامنه‌ای خمینیه، می‌فهمی؟»
در اسفند سال ۱۳۷۸ نیز سعید عسگر یکی دیگر از اعضای گروه انصار حزب‌الله در شهرری، سعید حجاریان معروف به تئوریسین اصلاحات را ترور کرد. سعید حجاریان از این سوءقصد جان به‌در برد اما از آن زمان دچار اختلالات تکلمی شده است و بر روی صندلی چرخ‌دار می‌نشیند. سعید عسگر مدت کوتاهی پس از بازداشت آزاد شد و در سال ۱۳۸۲ به همراه ۲۵۰ لباس‌شخصی دیگر به خوابگاه دانشجویان دانشگاه علامه طباطبایی در طرشت حمله کرد. در تمامی این سال‌ها این گروه ملبس به پیراهن‌های سفید در تجمعاتی که مورد تأیید نظام نبود حضور می‌یافتند و آن‌ها را به هم می‌زدند.

### حوادث پس از انتخابات ریاست جمهوری ایران در سال ۱۳۸۸
لباس‌شخصی‌ها در بعد از انقلاب ۱۳۵۷ حوادث پس از انتخابات ریاست جمهوری ایران در سال ۱۳۸۸ نقش پررنگی داشتند. در این زمان وجود فضای مجازی اینترنتی و انتشار سریع اخبار باعث گردید تا تصاویر زنده و گویایی از این گروه‌ها در سراسر جهان پخش شود. لباس‌شخصی‌ها در این زمان علاوه بر چوب، چماق و چاقو، با سلاح گرم به سرکوب گروه‌های معترض که اقدام به آسیب به اموال عمومی و حمله به پاسگاه های نیروی انتظامی و همچنین کشتار غیرنظامیان میکردنند ،می‌پرداختند. علاوه بر درگیری با تظاهرات‌کنندگان گزارش‌ها از تخریب اموال عمومی، شکستن شیشه‌های منازل و اتومبیل‌ها توسط لباس‌شخصی‌ها وجود دارد.
لباس‌شخصی‌ها با گاز اشک‌آور، باتون، شوک الکتریک، زنجیر و گاز فلفل به حسینیه جماران وارد شدند و با ایجاد وحشت در میان شرکت‌کنندگان در این مراسم موجب نیمه‌تمام ماندن سخنرانی محمد خاتمی شدند. لباس‌شخصی‌ها به همراه نیروی انتظامی و بسیج در سرکوب تظاهرات تاسوعا و عاشورای ۱۳۸۸ هواداران جنبش سبز که در آن معترضان به اموال عمومی حمله کرده و تعدای از نیرو های بسیج راکشتند .

### تظاهرات ۱۳۹۶ و ۱۳۹۷
با کلید خوردن موج جدید اعتراضات معیشتی و مردمی در کشور حضور مجدد لباس‌شخصی‌ها پررنگ‌تر شد. ویدیوها و گزارش‌هایی از حضور لباس‌شخصی‌ها و ضرب و شتم مردم در جریان اعتراضات مرداد ۹۷ منتشر شد که نشان از حضور این نیروها در سرکوب اعتراضات دارد. ابوالحسن بنی صدر، اولین رئیس‌جمهور در جمهوری اسلامی ایران، معتقد است که نیروهای لباس‌شخصی در زمان ناآرامی‌های پس از انتخابات ریاست جمهوری ۱۳۸۸ به‌طور عمده توسط بیت رهبری و افرادی مانند مجتبی خامنه‌ای و میر حجازی رهبری می‌شوند.

### اعتراضات سراسری ۱۴۰۱ ایران
در جریان سرکوب اعتراضات سراسری ۱۴۰۱ لباس‌شخصی‌ها حضور داشته‌اند. لباس‌شخصی‌ها همراه با انواع مختلف سلاح سرد و گرم اقدام به شلیک، دستگیری، تهدید معترضانی که اقدام به آتش زدن مساجد در مشهد و شیراز  و کشیدن چادر از سر زنان  و همچنین اقدام جهت آسیب به اموال عمومی و خصوصی کرده بودن. احمد وحیدی، وزیر کشور، در ۱۸ دی ۱۴۰۱ وجود لباس‌شخصی را انکار کرد.

## هویت لباس‌شخصی‌ها
تجهیزات نیروهای لباس‌شخصی مانند موتورها، باتون‌ها و دیگر سلاح‌های این نیروها، نیازمند مجوز از نیروی انتظامی است. جمشید انصاری، دبیر کمیته سیاسی فراکسیون خط امام معتقد است لباس‌شخصی‌هایی که در حمله به کوی دانشگاه تهران و سرکوب ناآرامی‌های پس از انتخابات ریاست جمهوری ۱۳۸۸ شرکت داشتند، از برخی نهادهای رسمی دستور می‌گیرند. در نقطه مقابل اغلب اوقات مقامات جمهوری اسلامی نیروهای لباس‌شخصی را نیروهای مردمی خودجوش معرفی می‌نماید که از سوی حکومت سازماندهی نمی‌شوند.
محسن سازگارا که از تشکیل‌دهندگان سپاه پاسداران بوده معتقد است که لباس‌شخصی‌ها زیر نظر اطلاعات سپاه پاسداران فعالیت می‌کنند. سازگارا می‌گوید که حتی پلیس هم از لباس‌شخصی‌ها می‌ترسد و نمی‌تواند در مقابل این گروه عکس‌العمل نشان دهد. لباس‌شخصی‌ها قانونی نیستند و برای سرکوب مردم شکل گرفته‌اند. سازگارا معتقد است که بودجه لباس‌شخصی‌ها در حال حاضر توسط بیت رهبری و از سود صندوق ذخیرهٔ دادگستری تأمین می‌شود.